# Ducaque
Abu Nácer Xamece Almuluque Ducaque foi o emir seljúcida de Damasco de 1095 a 1104. Sucedeu seu pai Tutuxe I em Damasco em 1095, após o último ser derrotado em combate e decapitado. Enquanto foi governante de facto da região, Ducaque legou muitas das suas responsabilidades administrativas ao atabegue Toguetequim. Em 1097, seus vassalos artúquidas, foram expulsos por tropas do Califado Fatímida de Jerusalém e migraram à Mesopotâmia Superior (Jazira).
No verão de 1101, Jabala, entre Tortosa e Lataquia, que estava sob controle do magnata Cádi ibne Sulaia, foi dada a Toguetequim, de quem foi cedida aos Banu Amar. Em 1102, o cruzado Raimundo IV (r. 1102–1105) marchou para Trípoli com o intuito de capturá-la. O irmão de Ducaque, Raduano, enviou um pedido de ajuda, que foi respondido com o envio de 2 000 cavaleiros. Na batalha que se seguiu, as tropas muçulmanas foram severamente derrotadas por pequena força de não mais do que 300 homens. No mesmo ano, Ducaque e Toguetequim sitiaram Arraba, que estava em posse do mameluco Caimaz, mas falharam. Em dezembro, Caimaz morreu e Arraba caiu para Haçane, contra quem novo cerco foi feito.
Dessa vez, Ducaque foi recebido pelos citadinos, forçando Haçane a retirar-se à cidadela. Haçane rendeu-se após receber garantias de salvo-conduto de Ducaque bem como um icta (apanágio) em outro lugar na Síria. Segundo o cronista do século XII ibne Alatir, os habitantes foram tratados bem por Ducaque, que reorganizou a administração da cidade, estabeleceu uma guarnição lá e conferiu-lhe um governador da tribo dos xaibanitas, Maomé ibne Sabaque.
Em 1103, o emir de Homs Janá Adaulá foi assassinado, possivelmente por instigação de Raduano, incitando Raimundo a marchar contra a cidade. Com o caos instaurado e a vinda do inimigo, a viúva de Janá pediu ajuda de Raduano em Alepo, enquanto apoiadores de Janá chamaram Ducaque, que marchou para tomar posse de Homs, que foi dada a Toguetequim.  Em junho de 1104, Ducaque faleceu e seu domínio foi disputado por Raduano e Toguetequim, que decidiu nomear Tutuxe II, o filho do falecido, como emir.